# 409e régiment d'infanterie
Le 409e régiment d'infanterie (409e RI) est un régiment d'infanterie de l'Armée de terre française constitué en 1915 avec des blessés guéris et des jeunes soldats de la classe 1915 provenant principalement de la 9e région militaire (Tours).
Les régiments dont le numéro est supérieur à 400 sont des régiments de marche.

## Création et différentes dénominations
- 7 mai 1915 : organisation à Châtellerault du 409e Régiment d'Infanterie. Il est constitué de trois bataillons dont les éléments proviennent des dépôts de la 9e région militaire.
- Son effectif à l'organisation est de 50 officiers et 3045 sous-officiers et hommes du rang.

## Chefs de corps
- Du 7 mai 1915 au 28 novembre 1917 : chef de bataillon puis lieutenant-colonel Auguste-Edmond Derdos.
- Du 28 novembre 1917 au 8 janvier 1918 : chef de bataillon de Larroquette (par intérim).
- Du 8 janvier 1918 au 2 juin 1919 : lieutenant-colonel Ernest-Henri-Joseph Treillard[1].
- Du 2 juin 1919 à août 1919 : colonel Jean-Marie Dinaux.

## Historique des garnisons, combats et batailles du409eRI

### Première Guerre mondiale

#### Affectations
- 152e Division d’Infanterie d’avril à juin 1915
- 120e Division d’Infanterie de juin 1915 à décembre 1916
- 167e Division d’Infanterie de décembre 1916 à novembre 1918

#### 1915
- Septembre – octobre : Somme: Lihons, Lihu

#### 1916
- Février – mars : Bataille de Verdun: Vaux devant Damloup, Fort de Vaux
- Le 8 mars, dans les ruines du village de Vaux-devant-Damloup, le régiment repousse 13 assauts. Les compagnies sont réduites à 20 hommes. La 1re compagnie est réduite à un seul homme.
- Juin : Oise : Quennevières.
- Août – septembre : Bataille de la Somme: prise de Vermandovillers, Lihons, Lihu
- Octobre : Ablaincourt, Soyécourt

#### 1917
- Avril – mai : Le Chemin des Dames
- Mai : bois de Séchamp
- La Malmaison

#### 1918
- Mars – avril : Picardie: Bois de Montgival, Thory, Grivesnes
- 18 – 28 juillet : Offensive de l’Aisne : Epau, Bétu
- Août – octobre : Champagne: Butte de Souain
- 20 septembre : Aisne : Saint-Quentin

#### 1919
- Le J.M.O. du 409e R.I. est rédigé jusqu'à la date du 13 août 1919, il est alors dissous.

## Drapeau
Il porte, cousues en lettres d'or dans ses plis, les inscriptions suivantes :
- Verdun 1916
- Soissonnais 1918
- L'Ourcq 1918
- Somme-Py 1918
- La Serre 1918
- Sa cravate est décorée de la Croix de guerre 1914-1918 avec quatre citations à l'ordre de l'armée.

- Il obtient la fourragère aux couleurs de la Médaille militaire le 10 décembre 1918

## Devise
De ce perchoir point ne veux choir.

## Personnalités notables ayant servi au409eRI
- Yves Chataigneau, consul de France, ambassadeur de France à Moscou.

## Sources et bibliographie
- Historique du 409e régiment d'infanterie pendant la campagne 1914-1919, Châtellerault, Impr. Blay et Martin, 1922, 47 p., lire en ligne sur Gallica.
- Avec le 409e RI - Histoire vécue par les Poilus du 409e - Édité par l'Amicale des Anciens du 409e
- La petite histoire du 409e RI - Général VALTAT - parue en épisodes dans l'Entraide - bulletin de l'Amicale des Anciens du 409e RI